# Anaerostipes caccae
Anaerostipes caccae es una especie de  bacteria grampositiva del género Anaerostipes. Fue descrita en el año 2002, es la especie tipo. Su etimología hace referencia a heces. Es anaerobia estricta e inmóvil. Tiene un tamaño de 0,5-0,6 μm de ancho por 2-4 μm de largo, y crece formando cadenas de hasta 4 células. Forma colonias blancas, circulares, convexas, lisas y no hemolíticas. Catalasa y oxidasa negativas. Se ha aislado de heces humanas.
Se ha descrito un caso de bacteriemia causada por infección de un injerto protésico.